# Advocacy journalism
El advocacy journalism o periodismo de apología es un género periodístico que se caracteriza por la adopción intencionada y explícita de un punto de vista no objetivo, habitualmente con alguna intención social o política. 
En la medida en que desarrolla está actividad apologética sobre la base de la exposición de hechos, el advocacy journalism se distingue de la mera propaganda; debe, también, distinguirse de los casos circunstanciales de sesgo ideológico y de pérdida de objetividad en los medios, cuando estos se presentan a sí mismos como objetivos o neutrales.
Tradicionalmente, la apología y la crítica están restringidas en los periódicos y revistas al editorial, a los artículos de opinión, a las crónicas y a las críticas artísticas, apareciendo bien identificadas a través de las respectivas secciones en que aparecen incluidos. 
Por su parte, las noticias y reportajes se consideran géneros objetivos e imparciales en los medios convencionales. 
Sin embargo, en el periodismo apologético estas noticias y reportajes están frecuentemente narrados con una orientación ideológica determinada que es perceptible bien en el propio relato de los hechos, bien en la presencia de opiniones explícitas dentro del mismo. 
Algunos periodistas apologéticos rechazan la idea tradicional de que es posible la objetividad en el periodismo y piensan que se sirve mejor al interés público a través de una diversidad de medios que expresen de forma clara los diferentes puntos de vista, definiendo incluso a sus medios como vigilantes de la sociedad y el orden político en una función próxima a la de un contrapoder. 